# La dorada cometa, el plateado viento (cuento de Ray Bradbury)
 La dorada cometa,  el plateado viento (título original en inglés: The Golden Kite, the Silver Wind) es un cuento del escritor estadounidense Ray Bradbury publicado originalmente en la revista Epoch en su número de invierno de 1953.
Fue incluido en sus antologías de cuentos Las doradas manzanas del sol (1953), Twice 22 (1966) y The Stories of Ray Bradbury (1980).
La historia fue publicada durante la Guerra Fría y puede interpretarse como una alegoría de la carrera armamentista nuclear entre Estados Unidos y la Unión Soviética.

## Argumento
El cuento narra la historia de dos ciudades chinas cuya rivalidad les lleva a cambiar continuamente la forma y tamaño de sus murallas.